# ویرایش متون

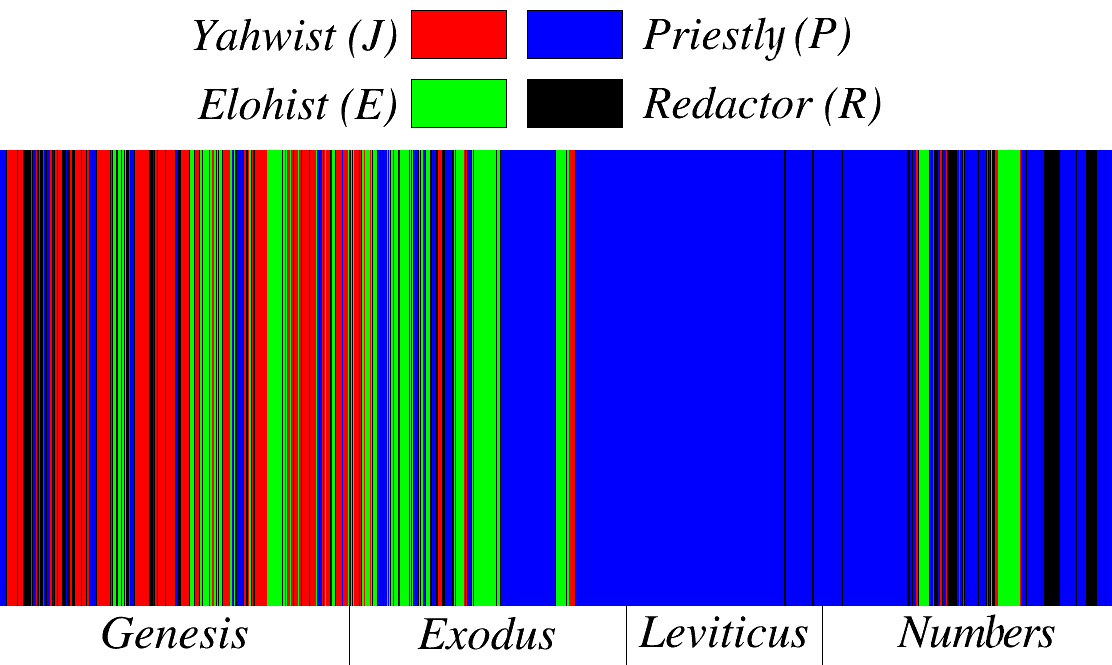
توزیع مواد فریدمن بر اساس منبع چهار کتاب اول کتاب مقدس عبری، از جمله ویرایشگر (سیاه)، طبق فرضیه مستند.

ویرایش (انگلیسی: Redaction)، نوعی ویرایش است که در آن چندین متن مختلف با هم ترکیب شده و اندکی تغییر می‌کنند تا یک سند واحد ایجاد شود.

## ویرایش متن
اغلب این روشی است برای جمع‌آوری مجموعه ای از نوشته‌ها با موضوع مشابه و ایجاد یک اثر قطعی و منسجم.
در مواردی، افرادی که ویرایش را انجام می‌دهند (ویرایشگرها) عناصر مختصری از خود اضافه می‌کنند. دلایل انجام این کار متنوع است و می‌تواند شامل افزودن عناصر برای تنظیم نتیجه‌گیری‌های زیربنایی متن برای مطابقت با نظر ویرایشگر، افزودن عناصری برای ادغام داستان‌های متفاوت باشد، یا ویرایشگر ممکن است قالب یک داستان، مانند داستان شهرزاد قصه‌گو که مجموعه داستان‌های عامیانه را در کتاب هزار و یک شب گرد آوری کند.
ویرایش‌های متعددی در طول نگارش تورات رخ داده‌است، که اغلب متون منبع را با روایات مختلف، که دارای نگرش‌ها و اهداف سیاسی رقیب هستند، با هم ترکیب می‌کنند. نمونه دیگر تلمود است.
در مورد نقش ویرایش در ایجاد معنا برای متون در قالب‌های مختلف مطالب زیادی نوشته شده‌است.